# Ракетні катери типу «Саар-3»

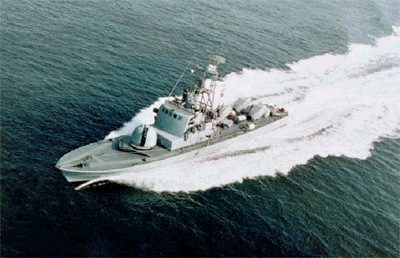

Саар 3 («Шторм») — серія ракетних катерів ВМС Ізраїлю.
Як основа для проєкту використовувалася конструкція німецького торпедного катера типу «Ягуар». Спочатку будувалися на верфі Аміо в Шербурі, (Франція). Перший катер був спущений на воду 11 квітня 1967 р. З метою уникнути політичних ускладнень катери будувалися без озброєння, яке встановлювалося вже в Ізраїлі.
Катер мав довжину 45 метрів, два радари (пошуковий і керування вогнем), сонар, чотири дизельні двигуни, озброєння включало шість протикорабельних ракет типу «Gabriel» ізраїльської розробки. Спочатку на катери ставили артилерійську установку калібром 40 мм, потім почали ставити 76-мм скорострільні установки з радарним прицілом і заряджанням з нижньої палуби. Максимальна швидкість 40 вузлів.
Катери типу «Саар-3»:
- «Саар» («Шторм»)
- «Суфа» («Буря»)
- «Гааш» («Гейзер»)
- «Херев» («Меч»)
- «Ханит» («Спис»)
- «Хец» («Стріла»).

## Зовнішнє посилання
- https://web.archive.org/web/20160305055059/http://www.waronline.org/IDF/Articles/Navy/sherbourg.htm